# آلبانچس د ماخینا
 آلبانچِس دِ ماخینا (به اسپانیایی: Albanchez de Mágina) یکی از دهستان‌های استان خائن در کشور اسپانیا است. این شهر با مساحت ۳۹٫۲ کیلومتر مربع، ۱۲۴۳ تن جمعیت دارد.